# Улмет (Горж)
Улмет (рум. Ulmet) насеље је у Румунији у округу Горж у општини Стоина. Oпштина се налази на надморској висини од 211 m.

## Становништво
Према подацима из 2002. године у насељу је живело 70 становника, од којих су сви румунске националности.